# Браян Волтон (велогонщик)
Браян Волтон (англ. Brian Walton, 18 грудня 1965) — канадський велогонщик.
Срібний призер Олімпійських Ігор 1996 року в гонці за очками, учасник 1988, 2000 років.
Бронзовий призер Ігор Співдружності 1994 року скретчі.
Переможець Панамериканських ігор 1995 (гонка за очками) 1999 (групова шосейна гонка), 1995 (групова шосейна гонка) років, бронзовий призер 1995 року в індивідуальній гонці переслідування.